# Pave Hadrian 6.
Hadrian 6. (født 2. marts 1459 i Utrecht, død 14. september 1523 i Rom) var pave fra 9. januar 1522 til sin død. Han var den sidste ikke-italienske pave før Johannes Paul 2. (1979- 2005), og den eneste hollandske pave og den sidste tyske før Benedikt 16. blev pave i 2005.
Adriaan Florenszoon Dedel van Utrecht, som han hed frem til sit valg til pave, blev født i det nedertysksproglige Utrecht, som blev styrtet af sin biskop og var en del af det tysk-romerske rige, og som senere blev del af Holland. Hans forfædre kom fra det som i dag er kendt som Tyskland, og med dagens nationalitetsbetegnelser anses han både som tysk og nederlandsk. Han studerede først i Zwolle eller Deventer, og derefter i Louvain hvor han i 1491 tog en doktorgrad i teologi. I 1507 blev han udnævnt til lærer for den senere Karl 5., som på dette tidspunkt var syv år gammel. Karl sikret ham embedet som biskop af Tortosa, og 14. november 1516 blev han generalinkvisitor af Aragon.
1. ↑  Navnet er anført på engelsk og stammer fra Wikidata hvor navnet endnu ikke findes på dansk.